# میترکیرشن ایم ماخلند
میترکیرشن ایم ماخلند (به آلمانی: Mitterkirchen im Machland) یک منطقهٔ مسکونی در اتریش است که در ناحیه پرگ واقع شده‌است. میترکیرشن ایم ماخلند ۲۸٫۸۵ کیلومتر مربع مساحت دارد ۲۳۵ متر بالاتر از سطح دریا واقع شده‌است.